# 高離氨酸血症
高離氨酸血症是一種遺傳病，其會導致發展遲緩、癲癇、腦性麻痺、身材短小等。亦有可能有關節鬆弛、智能遲緩、週期性嘔吐、肌肉張力低下、昏睡、腹瀉以及發展遲緩等。
此遺傳病的發生率未知。
遺傳方面，其遺傳方式為體染色體隱性遺傳病，若伴侶二人皆帶有缺陷基因，下一代的患病機率為4分之1。